# Guido Bisori
Guido Bisori (Prato, 25 gennaio 1902 – Prato, 22 maggio 1983) è stato un avvocato e politico italiano.

## Biografia
Nel 1918 si diplomò al liceo "Cicognini" e poi studiò Giurisprudenza all'Università di Bologna dove si laureò nel 1923. Si dedicò quindi alla carriera forense fino a diventare patrocinante in cassazione. Durante la seconda guerra mondiale si trasferì con la famiglia in provincia di Modena dove aderì alla Democrazia Cristiana.
Nel 1948 fu eletto al Senato nella I Legislatura venendo poi eletto ininterrottamente cinque mandati fino alla V Legislatura. Venne nominato sottosegretario di Stato al ministero degli interni, incarico che mantenne, in vari dicasteri, nei governi presieduti da Giuseppe Pella, Amintore Fanfani, Mario Scelba, Antonio Segni, Adone Zoli, Giovanni Leone e Fernando Tambroni.